# Magdalena Sadowska-Czaputowicz
Magdalena Barbara Sadowska-Czaputowicz (20. června 1956 Varšava – 15. srpna 2017 Varšava) byla polská antropoložka a opoziční aktivistka.

## Životopis
Za Polské lidové republiky byla opoziční aktivistkou, členkou Nezávislého sdružení studentů a Hnutí za svobodu a mír.
V roce 2017 jí byl udělen Řád znovuzrozeného Polska „za mimořádné zásluhy v činnosti pro demokratické změny v Polsku, za činnost vyvíjenou pro demokratizaci akademického života v rámci studentské organizace Nezávislé sdružení studentů“.
Byla dcerou Barbary a Michała Sadowských. Byla manželkou Jacka Czaputowicze. Měla pět dcer: Katarzynu, Joannu, Martu, Magdalenu a Marii. Je pohřbena na vojenském hřbitově Powązki.

## Publikace
- SADOWSKA-CZAPUTOWICZ, Magdalena. Kapliczki warszawsko-praskie. Fenomen religijności. Varšava: Kontrast, 2019. ISBN 9788362793303.